# Пролетарский (Новосибирская область)
Пролета́рский — посёлок в Ордынском районе Новосибирской области России. Административный центр Пролетарского сельсовета.

## География
Площадь посёлка — 214 гектаров.

## Население
| 2002  | 2007  | 2010  | 2012  | 2013  | 2014  | 2015  |
| ----- | ----- | ----- | ----- | ----- | ----- | ----- |
| 1644  | ↘1628 | ↘1474 | →1474 | ↘1470 | →1470 | ↘1449 |
| 2016  | 2017  | 2018  | 2019  | 2020  | 2021  |       |
| ↘1436 | ↗1440 | ↘1439 | ↘1415 | ↘1399 | ↘1372 |       |

## Инфраструктура
В посёлке по данным на 2019 год функционируют 1 учреждение здравоохранения и 2 учреждения образования, дом культуры.